# 周受资
周受资（英語：Shou Zi Chew，1983年1月1日—），新加坡华人企業家，現任字节跳动旗下TikTok執行長。

## 生平
1983年1月1日出生于新加坡。
2001年入伍，2003年以新加坡武装部队上尉军衔退伍。之后赴英国留学，2006年毕业于伦敦大学学院经济系，同年加入高盛，2008年辞职赴美留学，2010年获得哈佛商学院工商管理硕士学位。同年加入俄罗斯国际投资基金Digital Sky Technologies担任合伙人，主要针对互联网公司进行风险投资。
2015年7月1日加入小米集团担任首席财务官，帮助其上市。2018年4月升为高级副总裁，2018年5月小米集团在香港交易所成功挂牌上市。2019年11月兼任小米国际部总裁。2020年8月和王翔、张峰和卢伟冰成为小米集团合伙人。
2021年4月30日加入字节跳动担任首席财务官兼任TikTok首席执行官，住在家乡新加坡。
2021年11月2日，字节跳动CEO梁汝波内部信显示，周受资不再兼任字节跳动CFO，专注于管理TikTok业务。
2023年3月23日出席由美国众议院能源和商业委员会主持的公聽會，探討抖音平台的資料處理及安全性等相關議題。
2024年1月31日出席由美国参议院司法委员会举行的听证会。

## 荣誉
2021年9月，入选2021年《财富》全球40位40岁以下商界精英。
2023年4月，入選时代百大人物。

## 個人生活
2008年就讀哈佛商学院期間，在Facebook實習時與馬里蘭州長大的华裔妻子高伟晏相識，現在兩人育有兩個孩子。
閒暇時間，喜歡打高爾夫球和閱讀理論物理的書籍。